# Филист
Филист (нем. Vielist) — община в Германии, в земле Мекленбург-Передняя Померания.
Входит в состав района Мюриц. Подчиняется управлению Зеенландшафт Варен.  Население составляет 490 человек (на 31 декабря 2010 года). Занимает площадь 11,94 км².